# Maximilian von Parseval

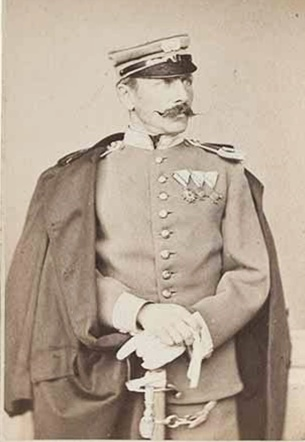
Maximilian von Parseval, um 1865

Maximilian von Parseval (* 11. Juli 1823 in Zweibrücken; † 12. März 1902 in München) war ein bayerischer Generalmajor.

## Leben

### Herkunft
Maximilian von Parseval stammte aus einem ursprünglich französischen, in Bayern 1816 immatrikulierten Adelsgeschlecht. Er war der Sohn des bayerischen Generalmajors Ferdinand von Parseval (1791–1854) und dessen aus Irland stammender Gattin Franziska (Fanny) O’Hegerty (1797–1881). Seine Brüder Otto (1827–1901) und Ferdinand Jakob (1829–1919) waren ebenfalls bayerische Generale, der Bruder Joseph (1825–1887) bayerischer Beamter und Kammerherr. Letzterer ist der Vater des bekannten Erfinders und Luftschiffers August von Parseval (1861–1942).

### Militärkarriere
Nach Ausbildung im Kadettenkorps trat Parseval, dem Beispiel des Vaters folgend, in die Bayerische Armee ein und wurde Offizier. Am Deutschen Krieg 1866 nahm er als Hauptmann im Infanterie-Leib-Regiment teil. Am 9. Januar 1869 avancierte er zum Major. Als Kommandeur des II. Bataillons des 9. Infanterie-Regiments wurde er 1870 in der Schlacht bei Wörth verwundet.
Er stieg auf bis zum Range eines Generalmajors und trug für Verdienste im Feldzug 1866 das Ritterkreuz I. Klasse des Militärverdienstordens. Außerdem war er Inhaber des Eisernen Kreuzes II. Klasse von 1870.

### Familie
Parseval verheiratete sich 1852 mit Luise von Reinhard (1829–1859), in zweiter Ehe 1869 mit Johanna Steinacker (1845–1923).
Aus der ersten Verbindung existierte der Sohn Ferdinand (1853–1907), Offizier in der österreichischen Armee. Aus der zweiten Ehe gingen die Kinder Fanny (1872–1950) und Joseph Ferdinand (1870–1938), bayerischer Offizier, hervor.